# مساحة عمل مشتركة

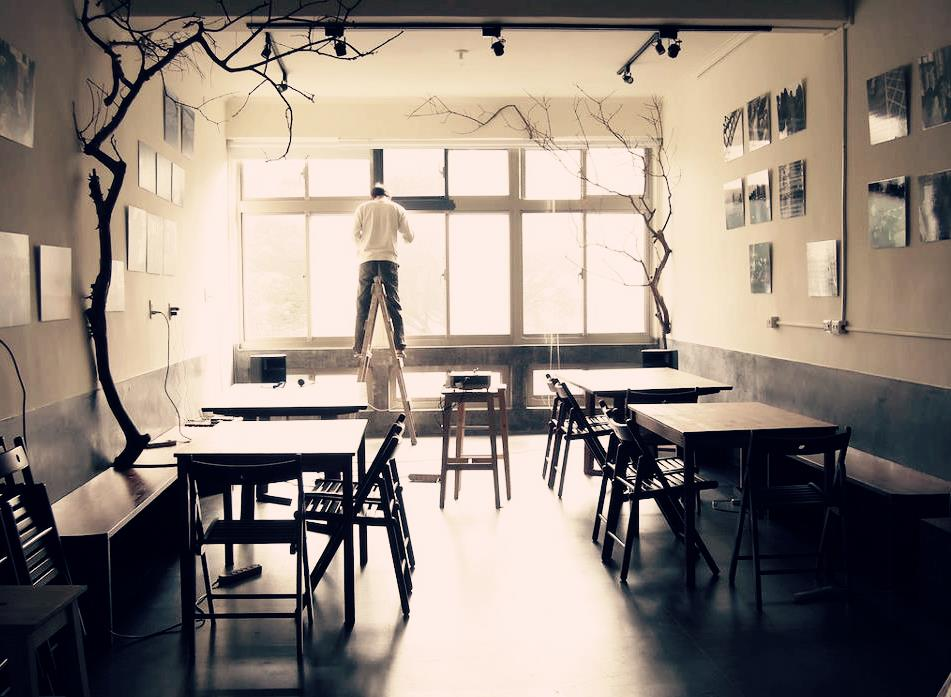

مساحة العمل المشتركة (بالإنجليزية:  Coworking space)‏ هي عبارة عن مكان توفره بعض الشركات ويعتبر كنادي للعمل الجماعي سواء في مجال التكنولوجيا والمجالات المحاسبية والمجالات الفنية والمبادرات الشخصية ويتسم بالهدوء والراحة وتوفر الوسائل التي تساعد مجموعات العمل والأفراد على تحقيق مشروعاتهم.
كثير من رواد الأعمال من يريدون بدء نشاطهم الخاص المخترعين، الباحثين، الموظفين والطلاب يبحثون عن مكان يعملون فيه إما لإنهم:
لم ينتهوا من تجهيز مقرات شركاتهم.

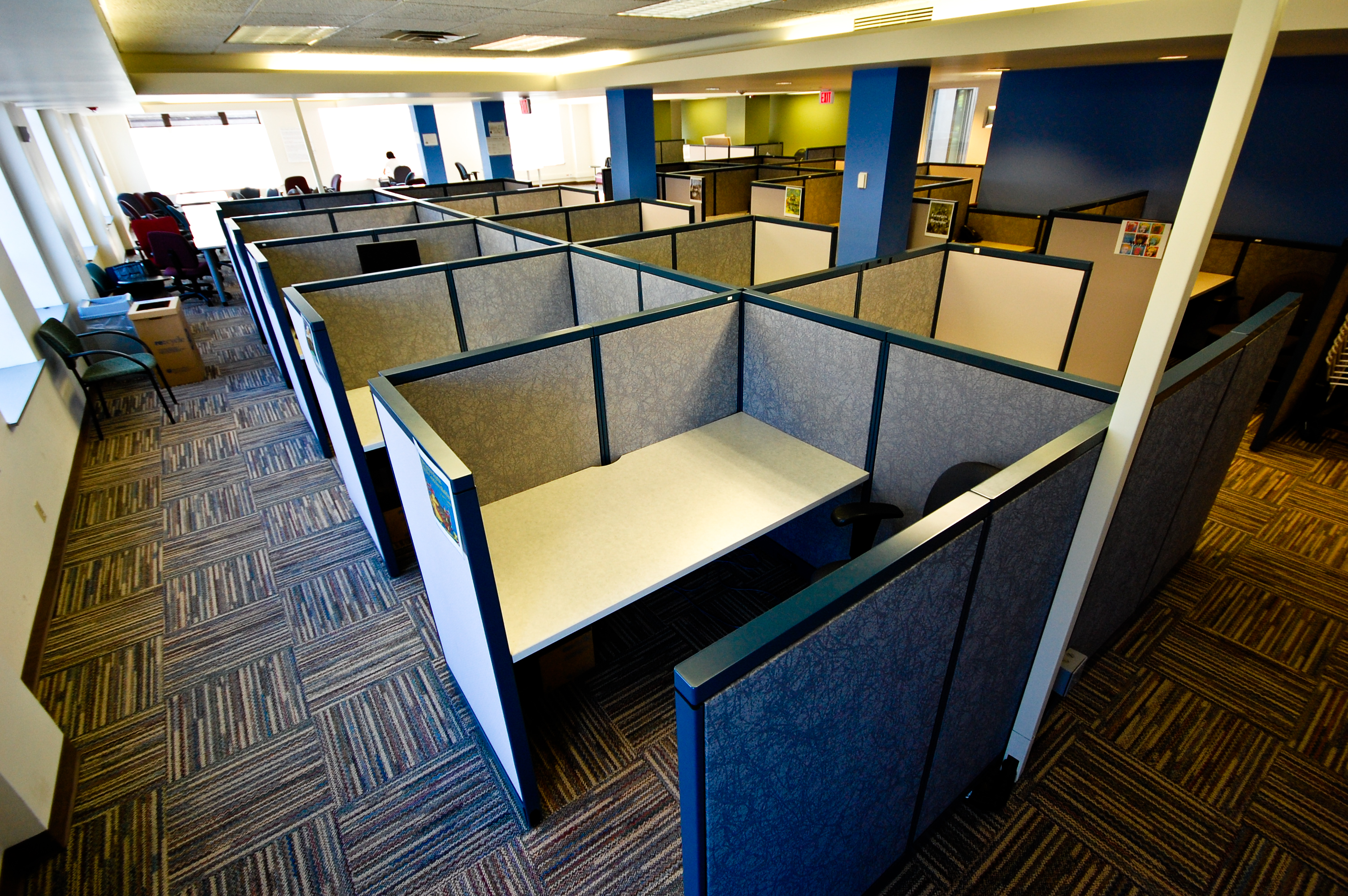
المساحات الخاصة

– أو مقر عملهم بعيد ويريدون عقد اجتماع مع بعض العملاء في منطقة قريبة من هؤلاء العملاء وبذلك يوفروا وقتهم ووقت عملائهم في المواصلات.
– أو لديك موعد بعد مدة طويلة نسبياً ومقر عملك بعيد وتريد مكان تستكمل فيه عملك.
– أو مقر عملك الرسمي ليس به إنترنت.
– أو فريق عمل أحد المشروعات يريدون الاجتماع لمناقشة الأمور الخاصة بهذا المشروع.
– أو فريق عمل أحد مشروعات التخرج بإحدي الكليات يريدون التجمع في مكان سرعة الإنترنت فيه عاليه ويوفر لهم الأكل والشرب.
– أو فريق عمل أحد الاختراعات / الابتكارات يريدون الاجتماع لمناقشة الأمور الخاصة بهذا الإختراع.

## بداية النشاط
هي نشاط جديد في مصر بدء في ممارسته البعض وهو نشاط يقدم مساحات للعمل تم إنشائها وتجهيزها بغرض تأجيرها لمن يريد والوقت يكون إما بالساعة أو باليوم أو بالشهر ويكون هذا المكان مجهز بالمكاتب والكراسي وشبكة إنترنت سلكية أو لاسلكية عالية وكافيتريا تقدم مشروبات وطابعة وغرفة اجتماعات ومكتبة كتب من المميزات التي قد تميز كل مساحة عمل مشتركه عن الأخري.
و قد بدء هذا النشاط في مصر في الرواج والإنتشارخاصة بأوساط رواد الأعمال والشباب والموظفين حتي أصحاب الأعمال حيث أن أهم مزاياه هو السعر فبدلاً من أن تقيم حدث أو اجتماع لعملائك بأحد الفنادق وتدفع مبلغ غير قليل فبإمكانك دفع 10% مما كنت ستدفعه بالفندق بمساحات العمل.

## التاريخ
بدأ هذا النشاط في عام 2005 براد نويربرج نظم نويبرغ أول مساحة عمل مشتركه وكان يسمى ب «مصنع هات» في سان فرانسيسكو، وهو دور أول علوي والعمل الذي كان موطنا لثلاثة عمال التكنولوجيا، والانفتاح على الآخرين خلال النهار. وكان براد أيضا أحد مؤسسي مساحة عمل مشتركه، الأول «العمل فقط» مساحة عمل مشتركه. الآن، توجد أماكن مساحات العمل المشتركه في جميع أنحاء العالم، مع أكثر من 700 موقعا في الولايات المتحدة وحدها.
منذ أن أنشأ براد نويبرغ مساحات العمل المشتركه الأول، وقد أظهرت دراسات قليلة في عدد من الأماكن مساحات العمل المشتركه والمقاعد المتاحة قد تضاعف تقريبا في كل عام.